# 霍恩洛厄-巴滕施泰因的卡爾
霍恩洛厄-巴滕施泰因的卡爾（Karl zu Hohenlohe-Bartenstein，1837年7月2日—1877年5月23日），德國貴族，第六代霍恩洛厄-巴滕施泰因親王，第五代親王霍恩洛厄-亞格斯特貝格的路德維希之子。有一子二女：瑪麗、約翰尼斯、艾蕾諾拉·富格爾。